# Will Irwin

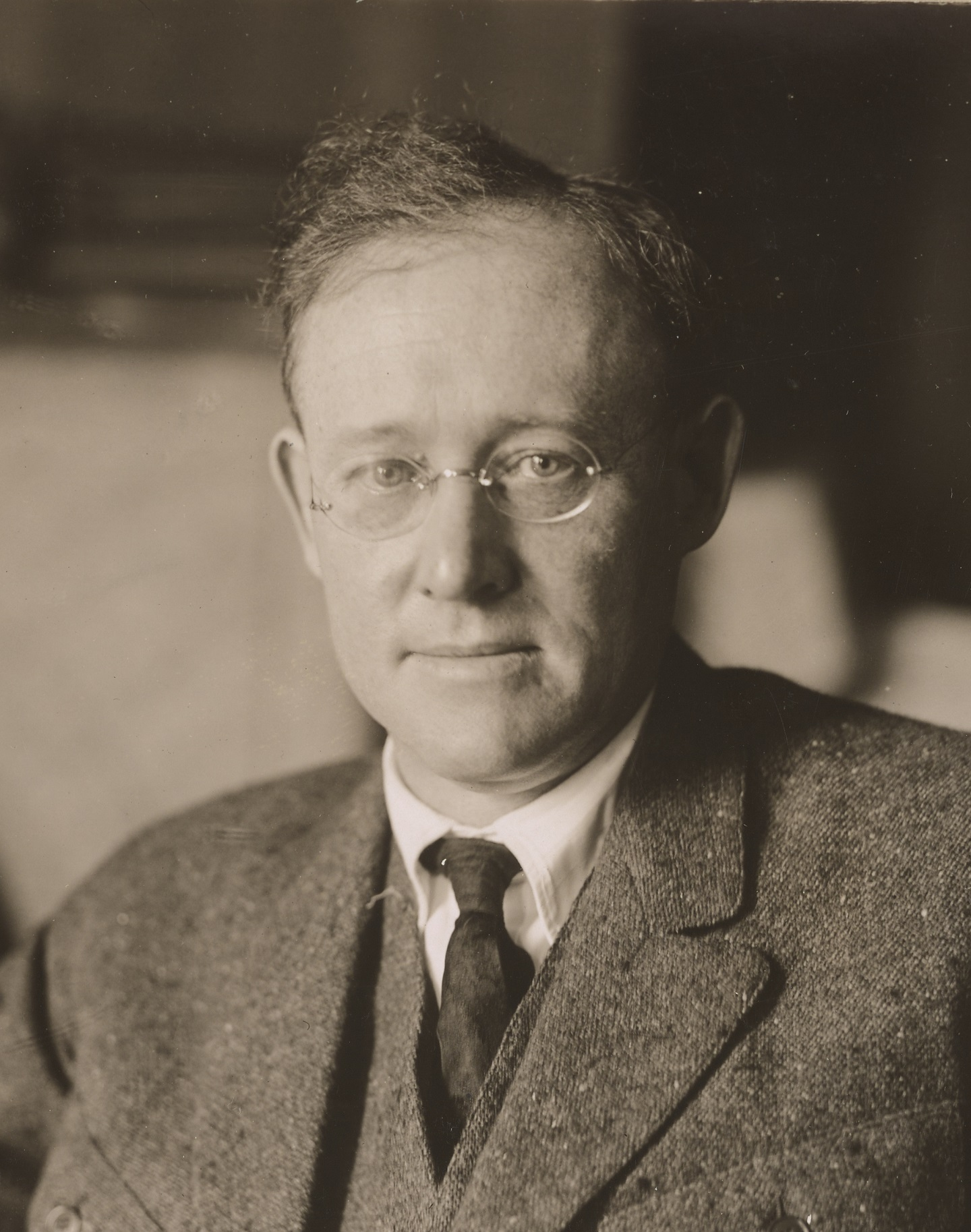
Will Irwin im Jahr 1918

Will Irwin (eigentlich: William Henry Irwin; * 14. September 1873 in Oneida (New York); † 24. Februar 1948 in Greenwich Village) war ein US-amerikanischer Schriftsteller, Journalist und Leiter des PEN America.

## Leben
Die Familie Irwin war aus der schottischen Gegend Irvine Bay in die Vereinigten Staaten eingewandert. William Henry Irwin, der Sohn von David Smith Irwin und Edith Emily Irwin, geborene Greene, wuchs in den Wäldern um den Oneida Lake auf. 1878 zog die Familie in die Nähe von Leadville um. Will besuchte die High School in Denver und absolvierte 1899 die Stanford University als Bachelor of Arts. Bis 1901 war er in San Francisco bei dem literarischen Wochenblatt The Wave tätig. 1902 bis 1904 war er beim San Francisco Chronicle als Reporter und darauf als Redakteur angestellt. Pendelnd zwischen West- und Ostküste, arbeitete Irwin 1904 bei der New York Sun und berichtete 1906 als Kenner San Franciscos über das dortige Erdbeben. Ebenfalls 1906 ging er in die Redaktion von McClure’s Magazine und schloss sich den Muckrakern an. Bereits 1907 ging er zu Collier's Magazine. 1908 bis 1910 beschäftigte er sich mit Fragen, die um die Schulung von Journalisten kreisten. Frucht diesbezüglicher Interviews mit Zeitungsleuten war eine Artikelserie, die im ersten Halbjahr 1911 bei Collier's erschien. Die erste der fünfzehn Folgen war mit The power of the press überschrieben. 1914 bis 1918 war Irwin an europäischen Fronten als maßgeblicher Kriegsberichterstatter, unter anderen für die Saturday Evening Post, im Einsatz. Irwins Mitarbeit in der Kommission für das Belgische Hilfswerk an der Seite Herbert Hoovers wurde nach dem Kriege mit Orden, verliehen von Regierungen europäischer Staaten, bedacht.
Will Irwin hatte am 1. Januar 1901 seine erste Frau Harriet Sophia Hyde (1876–1962) in San Francisco geheiratet. Das Paar bekam einen Sohn – den späteren Maler William Hyde Irwin (1903–1982). Irwin heiratete am 1. Februar 1916 in zweiter Ehe Inez Haynes Gillmore. Das Paar ließ sich in New York City nieder und verbrachte die Sommer in Scituate (Massachusetts).
William Henry Irwin starb an einem Hirninfarkt.

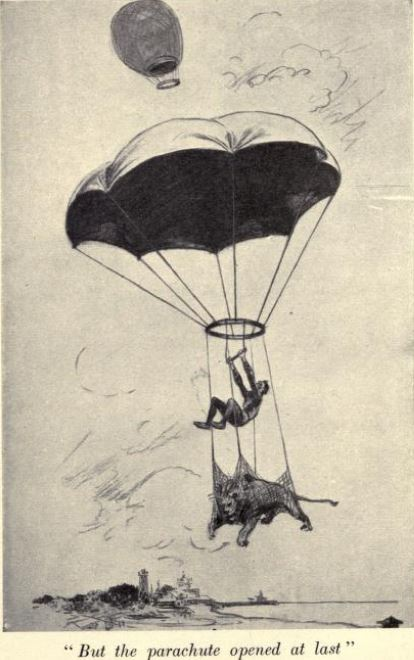
Frederic Rodrigo Gruger anno 1909: Frontispiz zu Warrior the untamed

## Werke (Auswahl)
- zusammen mit
  - Charles K. Field (1873–1948): Stanford stories. Tales of a young university. New York 1900
  - Gelett Burgess (1866–1951): The reign of Queen Isyl. New York 1903
  - Arnold Genthe (Fotos): Pictures of old Chinatown. New York 1908
- Warrior the untamed. The story of an imaginative press agent. New York 1909
- The confessions of a con man as told to Will Irwin. New York 1909
- The readjustment. New York 1910
- The house of mystery. An episode in the career of Rosalie LeGrange, clairvoyant. New York 1910
- The red button. New York 1912
- Where the heart is. Showing that Christmas is what you make it. New York 1912
- The city that was. A requiem of old San Francisco. New York 1906 (Aufl. 1915)
- Men, women and war. London 1915
- A reporter at Armageddon. Letters from the front and behind the lines of the great war. New York 1918
- Conquering an old enemy. New York 1920
- "The next war". An appeal to common sense. New York 1921
- Columbine time. Boston 1921
- Christ or Mars? New York 1923
- Propaganda and the news or What makes you think so? New York 1936

Biographien
- Herbert Hoover. A reminiscent biography. New York 1928, Herbert-Hoover-Biographie
- The house that shadows built. Garden City 1928, Biographie des Filmproduzenten Adolph Zukor

Autobiographie
- The making of a reporter. New York 1942

Beiträge in Magazinen
- The Bubble of Dreams The American Magazine, Juli 1907, S. 227
- Buckskin Joe. Collier’s Weekly am 19. Februar 1910
- The American Newspaper bei Collier’s von Januar bis Juni 1911, zum Beispiel die zwei Beiträge
  - I. The power of the press und
  - VI. The Editor and the News
- La Sorda of Seville. Harper’s Magazine 1920

Herausgeber
- Frank Norris: The third circle. New York 1922

## Ehrungen (Auswahl)
- Frankreich: Mitglied der Ehrenlegion (Ritter)
- Belgien: König-Albert-Medaille
- 1940 Doctor of Humane Letters am Knox College